# 湯瑪斯·坎貝爾
湯瑪斯·坎貝爾（英語：Thomas Campbell；1777年7月27日—1844年6月15日）是一位蘇格蘭詩人。他是波蘭之友文學協會的創辦人之一，也是提議成立倫敦大學的其中一位知名人士。
他的代表作是撰寫於1799年的《希望之樂》（英語：The Pleasures of Hope）。它是一首以英雄雙行體寫成的說教式詩歌。此外，他亦創作了多首愛國戰爭歌曲，包括《你的英國水手》（英語：Ye Mariners of England）、《戰士之夢》（英語：The Soldier's Dream）、《霍亨林登》（英語：Hohenlinden） ，以及於1801年寫成的《波罗的海之戰》（英語：The Battle of the Baltic）。

## 早年生活
湯瑪斯·坎貝爾在1777年出生於格拉斯哥高街，在十一個兄弟姊妹中排行最小。他的先世出身於馬可維坎貝爾家族，父親亞歷山大·坎貝爾（1710年─1801年）是阿蓋爾奇南地區最後一任領主的兒子，母親瑪格麗特（1736年生）則是克雷格尼什-坎貝爾家族的後人。瑪格麗特的外祖父羅伯·森遜是一位著名的軍械士。
1737年亞歷山大·坎貝爾前往維珍尼亞法爾茅斯經商，因參與煙草貿易而致富。然而，他的生意在美國革命中蒙受大約二萬英鎊的損失。湯瑪斯的一些兄長沒有跟隨父親返回英國，其中一人更迎娶了帕特里克·亨利的一個女兒。
湯瑪斯的父母都是富有智慧的人。亞歷山大·坎貝爾是托馬斯·里德的密友（這是湯瑪斯·坎貝爾名字的由來），而瑪格麗特也對文學和音樂有高尚的愛好。湯瑪斯·坎貝爾在格拉斯哥高中及格拉斯哥大學接受教育，並曾獲得古典學和韻文的獎項。1795年，他曾往蘇格蘭高地西部地區當補習老師，並在遊覽馬爾島時寫下了《格連那拉》（英語：Glenara）及《烏林勳爵千金的歌謠》（英語：Ballad of Lord Ullin's Daughter）等作品。
1797年，坎貝爾前往愛丁堡大学修讀法律。他仍然以補習及寫作（由《英國詩人》的編輯羅伯特·安達臣協助）的方式為自己賺取生活費。他在愛丁堡認識的同伴包括華特·史葛爵士、亨利·布魯爾姆勳爵、法蘭西斯·傑佛瑞勳爵、湯馬斯·布朗、約翰·莱頓、詹姆斯·格雷厄姆等。這段日子為他創作《負傷騎兵》（英語：The Wounded Hussar）、《華萊士挽歌》（英語：The Dirge of Wallace）及《給三位女士的信》（英語：Epistle to Three Ladies）等作品帶來了靈感。

## 事業
1799年，在威廉·華茲華斯和塞繆爾·泰勒·柯勒律治發表了《抒情民謠集》（英語：Lyrical Ballads）之後，托瑪爾出版了《希望之樂》。它是一首說教式、雙行體的詩歌，所用的體裁、修辭迎合當時的品味，內容亦包括當時深入人心的話題，包括法國大革命、瓜分波蘭以及黑奴問題。這首詩歌甫出版即大受歡迎，但坎貝爾此後心力交瘁，沒有繼續創作。他在次年（1800年）出國旅遊時，也沒有明確的目的地。他先造訪居於漢堡的里弗德里希·戈特利布·克洛普施托克，然後到了雷根斯堡。在坎貝爾抵達該地三天後，法國軍隊就攻佔了它，坎貝爾進入當地一所蘇格蘭修道院避難。他的一些作品，如《霍亨林登》（英語：Hohenlinden）、《你的英國水手》（英語：Ye Mariners of England）以及《戰士之夢》（英語：The Soldier's Dream），都是在德國之旅寫成的。當年冬天，他在阿爾托納渡過，並遇到了一位名為安東尼·麥凱恩（英語：Anthony McCann）的愛爾蘭流亡者。麥凱恩的遭遇促使坎貝爾寫下了《艾琳的流亡》（英語：The Exile of Erin）。
當他準備撰寫一首有關愛丁堡的史詩（名為《北方女王》）時，英國與丹麥開戰。坎貝爾迅即返國， 不久寫下《波羅的海之戰》（英語：Battle of the Baltic）。回到愛丁堡後，他獲介紹認識明托伯爵，並獲聘用為伯爵駐倫敦的秘書。1803年，第二版的《希望之樂》面世，坎貝爾為其作品增加了一些章句。
同樣在1803年，坎貝爾與他的一位第二代表親瑪蒂達·冼佳亞結婚，並在倫敦定居。他在輝格黨人、尤其是在荷蘭大樓成員之中很受歡迎。然而，他的收入並不豐厚。1805年，政府向坎貝爾支付200英鎊的津貼，但坎貝爾夫婦也因財政問題需要遷居倫敦市郊的薛登林。在這段時間，坎貝爾受聘於倫敦星報，為它翻譯外國的新聞。
1809年，坎貝爾發表了《懷俄明的葛楚德》（英語：Gertrude of Wyoming）。它是一篇以愛德蒙·史賓賽的風格寫成的敘事史詩，描述了賓夕法尼亞的懷俄明谷，以及1779年在那裏發生的戰役。他創作這篇詩歌時，進展緩慢且時常挑剔作品，使最終的作品略嫌累贅。法蘭西斯·傑佛瑞在寫給坎貝爾的信中提到：
|  | 您的膽怯、挑剔，或者其他不當的表現，將使您的靈感不能光明正大和有力地發放。您實在需要將抑制、精煉您的情感，使它變得柔和，直至您把至少一半的自然和莊嚴琢走。請相信我：直至您把您身上一些粗糙的珍珠去除前，世人永不會明白您是一位何等偉大和富創造力的詩人。 |

1812年，坎貝爾在倫敦的皇家研究院發表了一系列有關詩歌的演說。與此同時，華特·史葛爵士促請坎貝爾參加愛丁堡大學的文學院院長遴選。1814年，坎貝爾前赴巴黎，並在那裏認識了奧古斯特·威廉·施萊格爾、喬治·居維葉以及其他法國文人。次年，他領到了4000英鎊的遺產，從而紓緩了財政壓力。此後，他撰寫了《英國詩歌選輯》（英語：Specimens of the British Poets），並於1819年發行了它。這部著作選輯了許多詩人的作品，卷首並有一則序言，裏面的評論被認為甚具價值。1820年，坎貝爾接下了《新月刊》（英語：New Monthly Magazine）的編輯職位，同年再一次造訪德國。1824年，坎貝爾發表了關於家庭生活的詩作《西奥多尼》（英語：Theodric），但詩作並不成功。

## 晚年

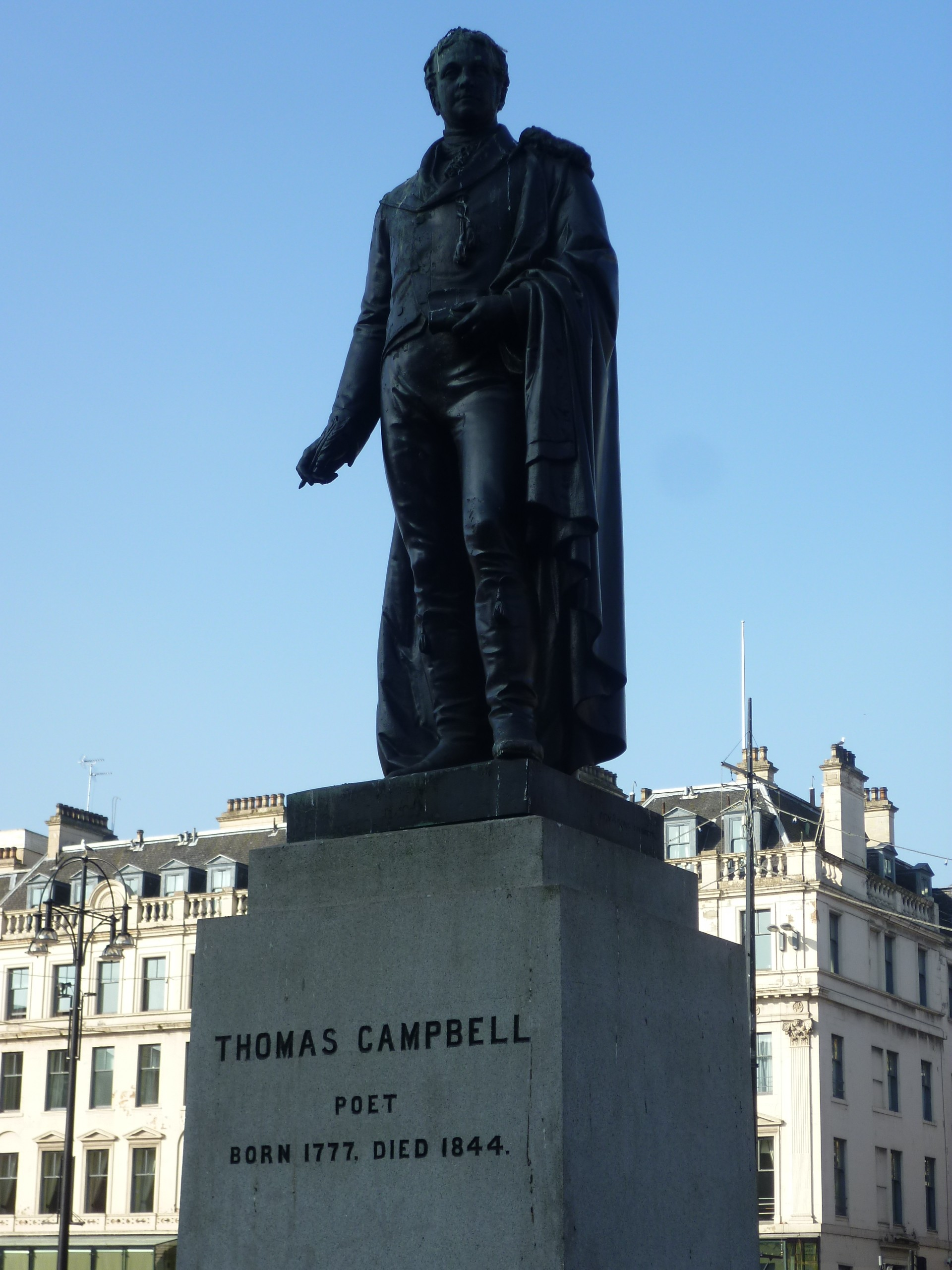
位於格拉斯哥喬治廣場的坎貝爾銅像

他在成立倫敦大學的過程中曾作出重大貢獻。他曾前往柏林考察德國的教育制度，並向布魯爾姆勳爵提交建議，獲得其採納。1826年，他擊敗了華特·史葛爵士，獲選為格拉斯哥大學校監，任期三年。1830年，他退任了《新月刊》編輯，而在次年他創辦了《大都會雜誌》，但並不成功。
他在代表作《希望之樂》中用了很大篇幅為波蘭人發聲，而對俄羅斯鎮壓波蘭革命，他感同身受。他在一封書信中寫道：「波蘭日夜縈繞我心」，而他對波蘭的同情使他成為了波蘭之友文學協會的會員。
1834年，他前往巴黎和阿爾及爾，寫下了《南國來的信》（英語：Letters from the South，1837年出版）。他晚年產量減少或與個人的不幸遭遇有關。其妻子於1828年去世，而兩人所生的兒子，一個在5歲夭折，另一個則被診斷為瘋癲（直到湯瑪斯去世後才被斷為正常）。他本人也因健康漸漸惡化而減少露面。
1844年6月15日，坎貝爾在布洛湼去世，並於7月3日葬於西敏寺的詩人角。

## 外部連結
- 英國國家檔案館里相關的資料 湯瑪斯·坎貝爾 （英文）
- 湯瑪斯·坎貝爾的作品  - 古騰堡計劃 （英文）
- 互聯網檔案館上與湯瑪斯·坎貝爾有關的作品 （英文）
- 來自湯瑪斯·坎貝爾的LibriVox公共領域有聲讀物 （英文）
- 「詩人角」網站上與湯瑪斯·坎貝爾有關的作品 （页面存档备份，存于） （英文）